# Eva Sokolova
Eva Vladimirovna Sokolova (en russe : Ева Владимировна Соколова), née le 25 mars 1961, est une athlète russe, spécialiste du 100 mètres haies.

## Biographie
Cinquième du 100 m haies des championnats du monde de 1993, elle remporte la médaille d'argent du 60 m haies lors des championnats d'Europe en salle de 1997, devancé par la Bulgare Yordanka Donkova.
Ses records personnel sont de 7 s 87 sur 60 m haies (1988) et de 12 s 70 sur 100 m haies (1989).

## Palmarès
| Date | Compétition                    | Lieu      | Résultat | Épreuve     | Temps   |
| ---- | ------------------------------ | --------- | -------- | ----------- | ------- |
| 1993 | Championnats du monde          | Stuttgart | 5e       | 100 m haies | 12 s 78 |
| 1997 | Championnats d'Europe en salle | Paris     | 2e       | 60 m haies  | 7 s 89  |